# Ava Max
Ava Max, właśc. Amanda Ava Koçi (ur. 16 lutego 1994 w Milwaukee) – albańsko-amerykańska piosenkarka i autorka piosenek, która zyskała rozpoznawalność po wydaniu singla „Sweet but Psycho”, z którym dotarła do pierwszego miejsca na listach przebojów w 22 krajach.

## Życiorys

### Rodzina oraz wczesne lata
Urodziła się 16 lutego 1994 w Milwaukee w stanie Wisconsin jako córka albańskich imigrantów z Sarandy i Tirany. Andromaqi (lub Andromache, Andrea, Andria, Andro), jej matka, była śpiewaczką operową, Pavllo, ojciec Koci, zajmował się grą na pianinie. W 1991 roku, po upadku komunizmu, opuścili Albanię i zamieszkali we francuskim kościele, gdzie opiekował się nimi Francuski Czerwony Krzyż. Podczas pobytu w Paryżu spotkali kobietę ze stanu Wisconsin, która pomogła im w zdobyciu paszportów. Wtedy wyemigrowali do Stanów Zjednoczonych, gdzie urodziła się Amanda. W dzieciństwie Max często widywała, jak jej rodzice starają się o zarobek, ponieważ oboje pracowali na trzech etatach bez znajomości języka angielskiego.
Max ma także starszego brata, Denisa Koci. Jej dziadkami od strony matki byli Teli Nako i Katerina Nako, zaś od strony ojca Dionis Koci (lub Dhionis Koci) oraz Kostando Koci.
W wieku ośmiu lat przeprowadziła się wraz z rodziną do stanu Virginia, gdzie brała udział w licznych konkursach wokalnych Radia Disney w centrach handlowych w całym stanie (jednak głównie w Greenbrier Mall w Chesapeake), zanim rozpoczęła naukę w szkole średniej. Zadebiutowała, w The NorVa w Norfolk wykonując akt otwierający. Miała wtedy 10 lat.
W wieku 13 lat dostała drugie imię Ava, które przyjęła jako swoje pierwsze imię, twierdząc, że Amanda do niej nie pasuje. Gdy miała 14 lat, Ava Koci przeniosła się z matką do Los Angeles w poszukiwaniu kariery muzycznej. Była jednak ciągle odrzucana, ponieważ nie była jeszcze osobą pełnoletnią. O pomoc poprosiła wtedy także amerykańskiego muzyka i producenta Pharrella Williamsa. Przez kolejny rok dawał jej wskazówki. Później wyjechała do Karoliny Południowej, gdzie zaczęła pisać piosenki o związkach, które tworzyły znane jej osoby – przede wszystkim jej brat. Max stwierdziła, że jest wdzięczna za przeprowadzkę, ponieważ pozwoliła na normalne dzieciństwo. W tym czasie Max uczęszczała do Lexington High School. Sama wspominała jednak, że była w tym okresie prześladowana Mówiła o tym na antenie programu śniadaniowego Dzień dobry TVN:

Patrząc z obecnej perspektywy, wiem, że było to do przejścia, ale wtedy to miało na mnie ogromny wpływ – brak przyjaciół, wyobcowanie to jak koniec świata

Max wróciła do Los Angeles, gdy miała 17 lat wraz ze swoim bratem.

### Kariera muzyczna
2008–2014
Swoją karierę wokalistka zaczęła w 2008 roku pod pseudonimem Amanda Kay, pod którym wydała debiutancki minialbum, również zatytułowany Amanda Kay. Zawierał on 6 utworów: „I Need You”, „What You Know About Me”, „Touch”, „More Than Words Can Say”, „Take It Back” oraz „Break My Heart”. Jak sama mówi, nie był to jej jedyny minialbum. Po wydaniu EP-ki zawiesiła karierę muzyczną na pięć lat.
W 2013 zmieniła pseudonim na AVA i opublikowała dwa utwory: „Satellite” oraz „Take Away The Pain” (wydany jako singel w formacie MP3, digital download oraz streaming w 15 maja 2013 roku). Do drugiego z nich został także nakręcony teledysk. Utwory zostały wydane poprzez prywatną wytwórnię Avy Max KOCI Media Inc.
2015–2016
W 2015 roku jej producentem muzycznym został Cirkut, który pracował również z Rihanną, Katy Perry, czy Jessie J. W tym okresie zaczynała zyskiwać popularność, zmieniła również swój pseudonim na Ava Koci, wydając utwory „Spinning Around” oraz „Come Home” (już za pośrednictwem wytwórni Atlantic Records).
10 czerwca 2015 roku utwór „Take Away the Pain” został ponownie opublikowany, po zremiksowaniu przez amerykańskie duo Project 46. Znalazł się on na debiutanckim albumie Projectu 46 pt. Beautiful. W 2016 roku wydała utwory: „Jet Set” i „Anyone But You”.
2017
W sierpniu 2017 roku premierę miał singiel Le Youth „Clap Your Hands”, w którym gościnnie zaśpiewała Ava Max. Singiel został wydany poprzez wytwórnie Atlantic Records oraz Parametric Records i zdobył dużą popularność, m.in. znalazł się on na 52. pozycji chilijskiej listy iTunes oraz trafił na południowokoreańską listę airplay, a w serwisie Spotify został odtworzony prawie 12 milionów razy. Teledysk do piosenki, opublikowany 31 sierpnia 2017, został odtworzony prawie 3 mln razy.
2018
20 kwietnia 2018 nakładem wytwórni Atlantic Records wydała debiutancki, solowy singiel „My Way”, z którym dotarła do 38. miejsca na liście Airplay 100 w Rumunii oraz do 7. pozycji Billboard Global 200. Następnie, 18 maja tego samego roku, wydała minialbum remiksowy My Way (Remixes).
11 maja wydała singiel „Slippin′”, w którym gościnnie wystąpił raper Gashi; 8 czerwca pojawiła się gościnnie w singlu „Into Your Arms” Witta Lowry'ego. Ten utwór stał się przebojem w serwisach streamingowych Indonezji.
17 sierpnia zaprezentowała popowy singiel „Sweet but Psycho”, który zapewnił jej międzynarodowy rozgłos. Z piosenką dotarła na pierwsze miejsca list przebojów 23 krajach, w tym m.in. w Polsce, Szwecji, Finlandii i Norwegii. W końcoworocznych notowaniach najwyższą pozycję zajęła w Słowenii oraz na Węgrzech. Notowany był zarówno na terenie Europy, Ameryki Północnej i Południowej, jak i Azji oraz Oceanii, a teledysk do utworu osiągnął wynik prawie 700 mln wyświetleń w serwisie YouTube. Za produkcję utworu odpowiedzialny był Henry Walter (pod pseudonimem artystycznym Cirkut).
Kolejny singiel, „Not Your Barbie Girl”, uznawany jako promocyjny, wykorzystujący sample z utworu „Barbie Girl” zespołu Aqua, nie stał się ogólnoświatowym przebojem jak poprzedni utwór Avy, jednak znalazł się na 25. pozycji listy amerykańskiego Billboardu LyricFind Global. Stał się również popularny w aplikacji TikTok.

Wystąpiła również w singlu „Make Up” Vice i Jasona Derulo, wydanym 23 października 2018. Dostał się on do nowozelandzkiej listy przebojów New Zealand Hot Singles. 

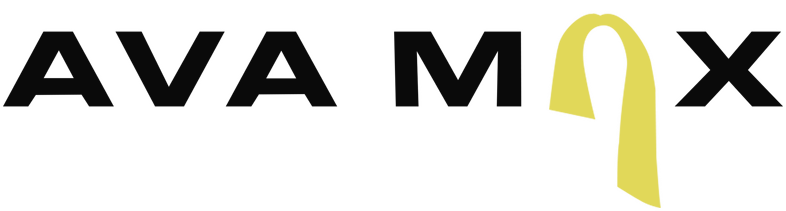
Logotyp Avy Max (do 2018)

Również w tym roku pojawiła się na albumie Davida Guetty pt. 7, śpiewając w utworze „Let It Be Me”. Krążek został wydany 14 września 2018. Utwór był często puszczany w radiach Południowej Korei, dzięki czemu dostał się do listy Dance Radio Chart.
2019

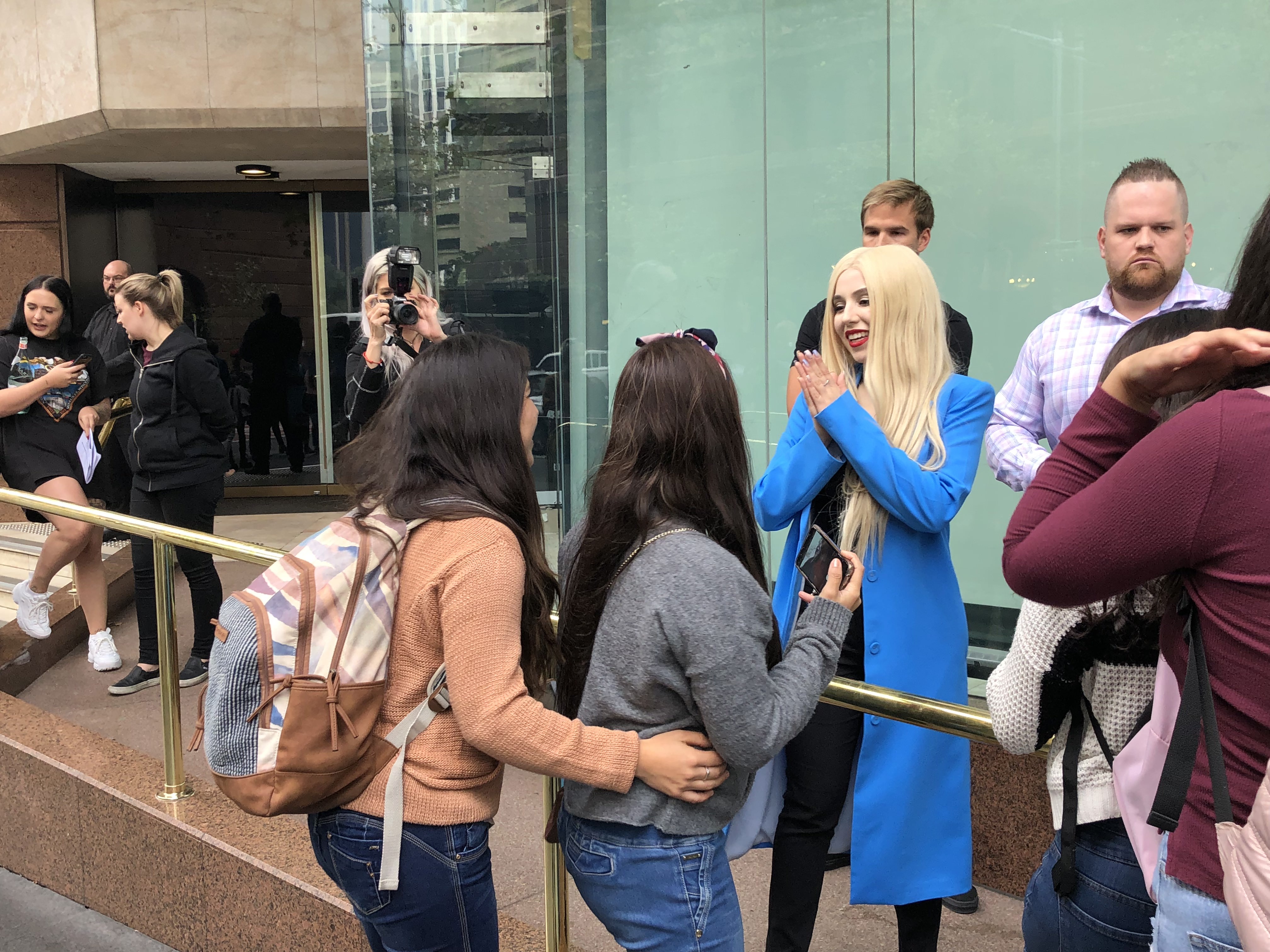
Ava Max podczas spotkania z fanami w Sydney (2019)

W marcu 2019 wydała singiel „So Am I”, z którym dotarła na pierwsze miejsce listy AirPlay – Top w Polsce oraz ukraińskiej listy Airplay tworzonej przez Tophit. Utwór notowany był w większości krajów europejskich, jak również w państwach północnoamerykańskich i azjatyckich. Piosenka posiada także swój teledysk, opublikowany 7 marca 2019 i reżyserowany przez Isaaca Rentza. W lipcu tego samego roku Ava Max nagrała cover utworu wraz z południowokoreańskim boys bandem NCT 127.
W sierpniu tego samego roku wydała singiel „Torn”, który znalazł się na 3. miejscu polskiej listy przebojów. Zanotowany został także w ponad 20 innych państwach, w tym najwyżej na terenie Łotwy (2. pozycja). Wydany został 19 sierpnia 2019 w formacie digital download/streaming, a następnie również CD i CHR. Do utworu powstał także teledysk, w którym Ava Max wciela się w superbohaterkę. Artystka nagrała go w Mediolanie (Włochy). Reżyserem był Joseph Kahn.
Następnie wydała singel „Tabú” we współpracy z hiszpańskim piosenkarzem Pablo Alboránem. Utwór był wykonywany w dwóch językach: angielskim i hiszpańskim. Dostał się on na listy przebojów krajów hiszpańskojęzycznych, w tym Meksyku, Chile, Portoryko i Hiszpanii.
W kolejnych miesiącach wydała single „Salt” oraz „Alone, Pt. II”. Oba single dostały się na najwyższe miejsce polskiej listy przebojów AirPlay – Top, a także na wysokie miejsca w innych, światowych listach przebojów, w tym szczyt słowackiej listy przebojów („Salt”), czy numer jeden na terenie Serbii.
W tym roku wydała również trzy single promocyjne: „Blood, Sweat & Tears” (31 lipca), „Freaking Me Out” (także 31 lipca) oraz „On Somebody” (30 grudnia) notowane na listach streamingowych w kilku krajach.
2020
W 2020 wydała singiel „Kings & Queens”. Okazał się on międzynarodowym przebojem: zajął 1. miejsce w kilku krajach (w tym na terenie Polski). Znalazł się on na debiutanckim albumie Heaven & Hell. Zrealizowała do niego kilka teledysków, w tym: oficjalny teledysk (który zanotował 150 mln odtworzeń na YouTube), wersja akustyczna, visualizer, tekstowy, a także „Kings & QuaranQueens” (który ukazywał życie podczas pandemii COVID-19). 30 czerwca Ava Max wydała minialbum remiksowy składający się z 6 utworów, a blisko miesiąc później, 6 sierpnia 2020 opublikowała singel „Kings & Queens, Pt.2”, będący wynikiem współpracy Koci z Lauvem oraz Saweetie.
W tym roku wystąpiła także jako artysta gościnny w piosence „On Me” wraz z Thomasem Rhettem i Kanem Brownem. Do utworu powstał również teledysk. Piosenka była przeznaczona do filmu Warner Bros. pod tytułem Scooby-Doo! (ang. Scoob!), toteż znalazła się na albumie Scoob! The Album ze ścieżką dźwiękową filmu. Utwór dostał się do amerykańskich oraz kanadyjskiej listy przebojów tworzonych przez tygodnik Billboard.
W kolejnych miesiącach poinformowała w mediach społecznościowych o planowanym wydaniu singla „Who’s Laughing Now”. 30 lipca 2020 roku odbyła się oficjalna premiera tego singla, a także teledysku na serwisie internetowym YouTube. Teledysk został wyreżyserowany przez Isaaca Rentza, który współpracował m.in. z Katy Perry, Nickiem Jonasem czy Mabel. Utwór był numerem 1 w liście AirPlay – Top. Zajął również szczytowe miejsce na terenie Litwy i Macedonii Północnej.
Poinformowała także o premierze jej debiutanckiego albumu Heaven & Hell, którego premiera odbyła się 18 września 2020 roku. W tym samym dniu opublikowała teledysk do utworu pod tytułem „Naked”. Nie został on wydany jako singel, jednak dostał się do nowozelandzkiej listy przebojów. Sam album zdobył w Polsce status platynowej płyty już pierwszego dnia po premierze. Był także certyfikowany w 5 innych krajach (w tym w Stanach Zjednoczonych, gdzie został sprzedany ponad pół miliona razy).
W październiku 2020 wydała świąteczny singiel „Christmas Without You”. Był on notowany w kilkunastu państwach, najwyższą pozycję zajął w świątecznej liście Billboardu: 10. miejsce na Holiday Digital Song Sales. W Polsce nie osiągnął większego sukcesu.
W listopadzie 2020 opublikowała singiel „My Head & My Heart”, zawierający sampel z utworu „Around the World (La La La La La)” zespołu A Touch of Class, który sam jest coverem „Pesenki” zespołu Ruki Vverh!.
2021
Pierwszym singlem Avy Max w 2021 roku był utwór „EveryTime I Cry”, który opublikowała 8 czerwca. Artystka poinformowała o tym fanów za pomocą serwisu Twitter już w maju 2021. Max tak mówiła o przesłaniu piosenki: Po każdej walce i doświadczeniu stajemy się silniejsi. Nasze przelane łzy nie są bezwartościowe – stają się wiarą w świetlaną przyszłość:
10 września 2021 wystąpiła gościnnie w singlu Jonasa Blue i R3haba pt. „Sad Boy”. Wraz z nią w singlu śpiewa Kylie Cantrall. Do utworu powstał tekstowy teledysk opublikowany na kanale Avy Max, a także dwie wersje wizualizera na kanałach Jonas Blue i R3haba. 4 listopada 2021 Ava Max i Tiësto wydali singiel pt. „The Motto”. Poprzedzony został kilkukrotnym zagraniem utworu na koncertach Tiësto. Wraz z nim został opublikowany teledysk w reżyserii Christiana Breslauera, który reżyserował m.in. wideo do utworu „Industry Baby” amerykańskiego rapera Lil Nas X’a.
2022
28 kwietnia wydała singiel „Maybe You’re The Problem”, który napisała z Seanem Maxwellem i Marcusem Lomaxem. Piosenka opowiada o zerwaniu z toksycznym i samolubnym partnerem. Singiel dotarł m.in. do 83. miejsca na liście UK Singles Chart, szóstego miejsca w polskim Airplay Top 100 i ósmego miejsca w Czechach. Teledysk do singla wyreżyserował Joseph Kann. Niedługo po premierze „Maybe You’re The Problem” Max opublikowała w sieci okładkę nadchodzącego Diamonds & Dancefloors z dopiskiem zawierającym tytuł albumu i datę premiery (pierwotnie 14 października, jednak premiera została przełożona na 27 stycznia ze względu na problemy techniczne). Jakiś czas później pojawiła się też oficjalna tracklista albumu. Album zawiera 14 utworów (bez nagranych we współpracy z innymi piosenkarzami). 1 września pojawił się kolejny singiel Avy, „Million Dollar Baby” który wcześniej był już przez zapowiadany przez Max m.in. na Instagramie, YouTube czy TikToku. Jest to drugi singiel promujący album Diamonds & Dancefloors. Napisany został przez samą Avę, Jessicę Agonibar, Michaela Pollacka, Diane Warren i Casey Smith. Wyprodukowali go: Dawid Steward, Cirkut i Lostboy. Utwór zawiera sampel do piosenki z 2000 roku autorstwa LeAnn Rimes pt. „Can’t Fight The Moonlight” (Sampel najbardziej słyszalny w refrenie). Do piosenki oczywiście też powstał teledysk, który wyreżyserowany został przez Andrew Donoho. „Million Dollar Baby” zajął m.in. 17. miejsce w AirPlay – Top oraz miejsce 7 w Niemczech.
„Weapons”, czyli trzeci singiel Avy oficjalnie, ukazał się 10 listopada, jednak już wcześniej wyciekł m.in. na YouTube. Jak podają różne źródła, piosenka wyciekła już 1 września a oficjalna wersja instrumentalna, 18 września. Utwór napisany został przez Max, Melanie Fontana, Michel Schulz, Ryan Tedder, Madison Love i Cirkut. Wyprodukowany natomiast został przez Lindgren. Czwarty singiel, czyli „Dancing's Done”, ukazał się 27 grudnia, wraz z Max napisali go: Sean Douglas, Pablo Bowman, Matthew Burn, Peter Rycroft i Cirkut, a wyprodukowali: Lostboy i Matthew Burns. Dzień po ukazaniu się singla Max ogłosiła projekt 12 days of Diamonds & Dancefloors, w której ramach publikowała były fragmenty visualiserów do piosenek z albumów (10 teledysków, włączając do tego zbioru visualiser do „Dancing’s Done”).
2023

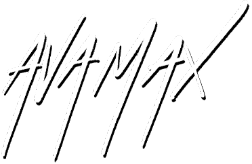
Logo Avy Max (od 2022)

27 stycznia 2023 wydała album pt. Diamonds & Dancefloors. 30 czerwca wydała singiel „Car Keys (Ayla)”, który nagrała z brazylijskim DJ-em Alokiem. 21 lipca nagrana przez nią piosenka „Choose Your Fighter” trafiła na ścieżkę dźwiękową do filmu Barbie.

## Styl muzyczny
Jest piosenkarką popową oraz dance-popową. W swoich piosenkach używa także muzyki elektronicznej. Jej muzyka była porównywana do Bebe Rexhy, Sigrid i Dua Lipy. Krytycy porównywali ją również do wczesnej Lady Gagi. Wskazywali ją także jako „wschodzącą gwiazdę popu”. Koci dorastała słuchając takich wokalistek jak Alicia Keys, Norah Jones, Céline Dion, Aretha Franklin, Fugees, Mariah Carey czy Whitney Houston. Jako swoich idoli cytowała również Beyoncé, Madonnę, Gwen Stefani, Fergie, Britney Spears, Christinę Aguilerę czy Lady Gagę.

## Wizerunek
Jej pseudonim sceniczny, złożony z żeńskiego imienia Ava i męskiego Max, ma podkreślać androgyniczną naturę artystki.

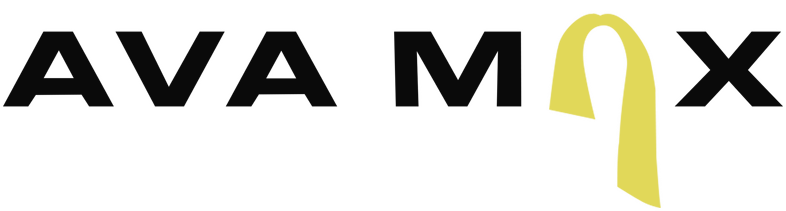
Logo Avy Max z „Max Cut”

Fryzura Avy Max, nazywana przez fanów „Max Cut” składa się z asymetrycznych blond (wchodzących w biel) włosów z przedziałkiem na środku. Prawa część jest obcięta „na boba”, lewa połowa jest dłuższa i falowana. Wyjaśniła, że nie czuła się autentyczna ze swoją normalną fryzurą.

## Dyskografia
- 2020: Heaven & Hell
- 2023: Diamonds & Dancefloors

## Nagrody i nominacje
| Rok  | Nagroda                  | Tytułem                    | Kategoria                                                         | Rezultat  | Źr.     |
| ---- | ------------------------ | -------------------------- | ----------------------------------------------------------------- | --------- | ------- |
| 2019 | Attitude Awards          | Całokształt                | Breakthrough Award                                                | Wygrana   | [ 176 ] |
| 2019 | Bravo Otto               | Całokształt                | Newcomer                                                          | Wygrana   | [ 177 ] |
| 2019 | BreakTudo Awards         | Całokształt                | International New Artist                                          | Nominacja | [ 178 ] |
| 2019 | Global Awards            | Całokształt                | Rising Star                                                       | Nominacja | [ 179 ] |
| 2019 | GAFFA Awards (Sweden)    | Całokształt                | Best Foreign New Act                                              | Nominacja | [ 178 ] |
| 2019 | GAFFA Awards (Sweden)    | „Sweet but Psycho”         | Best Foreign Song                                                 | Wygrana   | [ 178 ] |
| 2019 | LOS40 Music Awards       | „Sweet but Psycho”         | Best International Song                                           | Wygrana   | [ 180 ] |
| 2019 | LOS40 Music Awards       | Całokształt                | Best International New Artist                                     | Nominacja | [ 180 ] |
| 2019 | MTV Europe Music Awards  | Całokształt                | Best New Act                                                      | Nominacja | [ 181 ] |
| 2019 | MTV Europe Music Awards  | Całokształt                | Best Push Act                                                     | Wygrana   | [ 181 ] |
| 2019 | MTV Video Music Awards   | Całokształt                | MTV Video Music Award – nowy artysta                              | Nominacja | [ 182 ] |
| 2019 | NRJ Music Awards         | Całokształt                | International Breakthrough of the Year                            | Nominacja | [ 183 ] |
| 2019 | Teen Choice Awards       | Całokształt                | Choice Summer Female Artist                                       | Nominacja | [ 184 ] |
| 2019 | Teen Choice Awards       | „Sweet but Psycho”         | Choice Song: Pop                                                  | Nominacja | [ 184 ] |
| 2020 | BreakTudo Awards         | Całokształt                | Artist on the Rise                                                | Wygrana   | [ 185 ] |
| 2020 | iHeartRadio Music Awards | Całokształt                | Best New Pop Artist (pol. Najlepszy Nowy Artysta Popowy)          | Nominacja | [ 186 ] |
| 2020 | Los 40 Music Awards      | „Tabú”                     | Best Spanish Song (pol. Najlepsza Hiszpański Utwór)               | Nominacja | [ 187 ] |
| 2020 | Los 40 Music Awards      | „Tabú”                     | Best Spanish Video (pol. Najlepsza Hiszpański Teledysk)           | Wygrana   | [ 187 ] |
| 2020 | Los 40 Music Awards      | „Kings and Queens”         | Best International Video (pol. Najlepsza Międzynarodowy Teledysk) | Nominacja | [ 187 ] |
| 2020 | MTV Video Music Awards   | Całokształt                | Nowy artysta                                                      | Nominacja | [ 188 ] |
| 2020 | NRJ Music Awards         | Całokształt                | International Female Artist of the Year                           | Nominacja | [ 189 ] |
| 2020 | NRJ Music Awards         | „Kings and Queens”         | International Song of the Year                                    | Nominacja | [ 189 ] |
| 2020 | People’s Choice Awards   | „On Me”                    | Soundtrack Song of the Year (pol. Ścieżka Dźwiękowa Roku)         | Nominacja | [ 190 ] |
| 2020 | People’s Choice Awards   | Całokształt                | New Artist of the Year (pol. Nowy Artysta Roku)                   | Nominacja | [ 190 ] |
| 2020 | Spotify Awards           | Całokształt                | Most-Streamed EDM Female Artist                                   | Nominacja | [ 191 ] |
| 2021 | GAFFA Awards             | Całokształt                | New International Name of the Year                                | Nominacja | [ 192 ] |
| 2021 | Hungarian Music Awards   | Heaven & Hell              | Foreign Modern Pop-Rock Album of the Year                         | Nominacja | [ 193 ] |
| 2021 | Premio Lo Nuestro        | „Tabú”                     | Pop Song of the Year                                              | Nominacja | [ 194 ] |
| 2021 | Premio Lo Nuestro        | „Tabú”                     | Pop Collaboration of the Year                                     | Nominacja | [ 194 ] |
| 2021 | Swiss Music Awards       | Całokształt                | Best Solo Act International                                       | Nominacja | [ 195 ] |
| 2021 | Swiss Music Awards       | Całokształt                | Best Breaking Act International                                   | Wygrana   | [ 196 ] |
| 2022 | MTV Europe Music Awards  | „The Motto” (z Tiësto)     | Best Collaboration (pol. Najlepsza współpraca)                    | Nominacja | [ 197 ] |
| 2022 | Los 40 Music Awards      | Całokształt                | Best International Artist (pol. Najlepszy Międzynarodowy Artysta) | Wygrana   | [ 198 ] |
| 2022 | Los 40 Music Awards      | „Maybe You’re the Problem” | Best International Video (pol. Najlepszy Międzynarodowy Teledysk) | Wygrana   | [ 198 ] |
| 2022 | Gold Derby Music Award   | Całokształt                | Best New Artist (pol. Najlepszy Nowy Artysta)                     | Nominacja | [ 199 ] |